# Neue Gesellschaft/Frankfurter Hefte
Neue Gesellschaft/Frankfurter Hefte (NG|FH) ist eine deutsche Zeitschrift für Politik und Kultur mit linksliberaler Linie. Es erscheinen zehn Ausgaben pro Jahr (acht monatliche Ausgaben und zwei Doppelnummern). In ihrer heutigen Form besteht sie seit 1985, als die 1954 gegründete SPD-nahe Zeitschrift Neue Gesellschaft die seit 1946 erscheinenden, ursprünglich im linkskatholischen Milieu entstandenen Frankfurter Hefte übernahm.
Die im Verlag J.H.W. Dietz Nachf. Bonn erscheinende NG/FH versteht sich heute als politische Kulturzeitschrift, die sowohl Zeitdiagnosen als auch Zukunftsperspektiven vermitteln möchte. Herausragende Themen waren seit den 1990er Jahren die Demokratisierungsprozesse in Ost- und Mitteleuropa, zivilgesellschaftliche und kommunitaristische Gesellschaftsmodelle, die Tendenzen einer konservativen Intelligenz, die Auseinandersetzung mit der totalitären Vergangenheit, die Entwicklung der Neuen Medien, die Zukunft der Metropolen (Fragen der Globalisierung und Migration). Chefredakteur der NG/FH ist der Politikwissenschaftler und Journalist Richard Meng. 
Seit 2012 erscheint vierteljährlich eine englischsprachige Ausgabe mit dem Untertitel Journal of Social Democracy. Sie enthält Übersetzungen ausgewählter Artikel der deutschen Version und wird redigiert von dem Politikwissenschaftler Lew Hinchman, einem emeritierten Professor der Clarkson University in Potsdam (New York).

## Vorläufer

### Frankfurter Hefte(1946–1984)

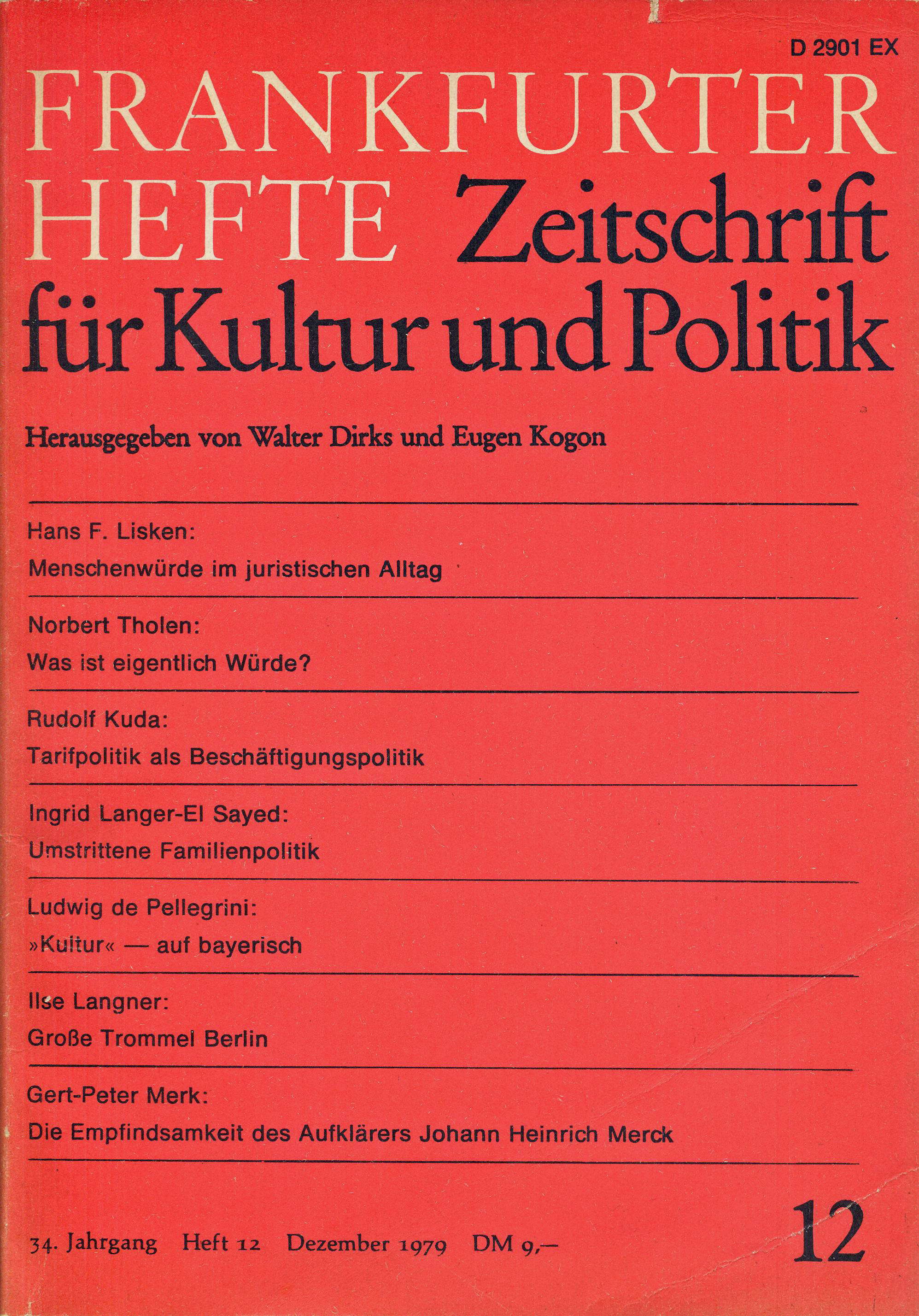
Ausgabe Dezember 1979

Die nach ihrem Verlagsort benannten Frankfurter Hefte wurden im 1946 als monatlich erschienene Zeitschrift für Kultur und Politik (so der Untertitel) gegründet. Gründer waren der Sozialwissenschaftler Eugen Kogon und der Publizist Walter Dirks, die auch als Herausgeber auftraten, sowie der spätere Fernsehdirektor des Bayerischen Rundfunks und Präsident der Hochschule für Fernsehen und Film München Clemens Münster und der Journalist und Übersetzer Walter Maria Guggenheimer. Politisch orientierte sich die Zeitschrift am Ideal des christlich-demokratischen Sozialismus, das sie in der deutschen Nachkriegsgesellschaft einbringen wollten. Kogon und Dirks hatten 1945 die „Frankfurter Leitsätze“ verfasst, auf denen das Gründungsprogramm der hessischen CDU basierte, das – ähnlich wie das bekanntere Ahlener Programm in Nordrhein-Westfalen – unter Berufung auf die katholische Soziallehre eine Verstaatlichung von Schlüsselindustrien und weitgehende Mitbestimmung forderte. Nachdem sich diese Ideen innerhalb der CDU jedoch nicht durchsetzten, wandten Kogon und Dirks sich bald wieder von der Partei ab. Stattdessen verfolgten die Herausgeber mit den Frankfurter Heften fortan das Ziel einer kritischen Kulturzeitschrift, die auch breitere Leserkreise ansprechen und u. a. für die Ideen des christlichen Sozialismus gewinnen sollte. Im Laufe der Zeit entwickelte die Zeitschrift jedoch ein breiteres Profil und wurde zu einer der wichtigsten Zeitschriften der frühen Bundesrepublik; Ernst-Otto Czempiel bezeichnete sie als „intellektuelle Agora der Bundesrepublik“, in der jeder schrieb, der „Rang und Namen hatte“.
Die erste Ausgabe erschien im April 1946, die letzte 1984. Der Preis betrug am Anfang 2 Reichsmark (RM), am Ende 9 Deutsche Mark (DM). Die Zeitschrift war mit einer Military Government Information Control License Nummer ausgestattet, der US-W-2010. Die stärkste Verbreitung fand die Zeitschrift zwischen 1946 und 1950, als sie eine Auflage von 50.000 bis 75.000 Exemplaren erreichte.
Thematische Schwerpunkte waren:
- Rolle, Aufgabe und Probleme von Publizisten
- Christentum, Kirche und Leben
- Sozialismus und Marxismus (Vereinbarkeit von Freiheit und Christentum, Idee des christlichen Sozialismus)
- Betrachtungen theoretischer/politischer Natur zu Russland und den USA (Modell und System)
- Schule, Bildung, Hochschule
- Literatur: Neubetrachtungen von Belletristik, Sachbücher, Neuerscheinungen

### Die Neue Gesellschaft(1954–1984)
Bei der zweiten Bundestagswahl 1953 hatte die SPD eine schwere Niederlage hinnehmen müssen; während das rechte bzw. „bürgerliche“ Lager über 60 % der Stimmen erhielt, kam die SPD lediglich auf 28,8 %. Insbesondere die von Kanzler Konrad Adenauer geführte CDU/CSU konnte sich mit 45,5 % stark von der 1949 noch fast gleich starken SPD absetzen und verfehlte die absolute Mehrheit nur um einen Sitz. In dieser Situation gründeten sozialdemokratische bzw. der SPD nahestehende Intellektuelle eine Zeitschrift, in der u. a. theoretisch-programmatische Vorschläge diskutiert werden sollten, um die noch primär als traditionelle Arbeiterpartei wahrgenommene Partei stärker in die Mitte der bundesdeutschen Nachkriegsgesellschaft zu rücken und für bürgerliche Wählerschichten attraktiver zu machen; dazu gehörte u. a. die Annäherung an die Kirchen.
Gründungsherausgeber der im zweimonatlichen Rhythmus erscheinenden Neuen Gesellschaft waren der Staatsanwalt Fritz Bauer, der später die ab 1963 stattfindenden Auschwitzprozesse organisierte, der spätere Initiator des Godesberger Programms Willi Eichler, der zu den „Vätern des Grundgesetzes“ zählende Staatsrechtler Carlo Schmid sowie der Soziologe Otto Stammer.
Erster Chefredakteur ab 1954 war der spätere SPD-Bundestagsabgeordnete und Politikwissenschaftler Ulrich Lohmar, zu dieser Zeit Assistent des Soziologen Helmut Schelsky und Bundesvorsitzender des damals noch SPD-nahen SDS. 1968 folgte ihm der Stern-Redakteur Leo Bauer, der – ebenfalls SPD-Mitglied – Berater Willy Brandts bei der neuen Ostpolitik war. Bauers Nachfolger von 1972 bis 1982 war Herbert Wehner sowie ab 1983 Peter Glotz, in dessen Anfangszeit die Übernahme der Frankfurter Hefte fiel (1985). Glotz blieb bis zu seinem Tod 2005 Chefredakteur der Neuen Gesellschaft/Frankfurter Hefte.
Die Bibliothek der Friedrich-Ebert-Stiftung lässt die alten Ausgaben der Neuen Gesellschaft digitalisieren; die bisher erfassten Exemplare sind momentan (Stand Januar 2014) nur aus dem Intranet der Stiftung erreichbar.